# Баклан Олексій Федорович
Олексій Федорович Баклан (нар. 25 травня 1961, м. Київ) — український диригент. Заслужений діяч мистецтв України (2001). Народний артист України (2009).

## Життєпис
Закінчив Київську консерваторію (1987), клас симфонічного диригування Степана Турчака. Дипломант (спец, диплом) І Міжн. конкурсу балету ім. С. Лифаря (Київ, 1994).
Від 1987 — диригент Національної опери України: балетні вистави «Жізель» А. Адана, «Лебедине озеро», «Лускунчик», «Спляча красуня» П. Чайковського, «Баядерка», «Дон Кіхот», «Пахіта» Л. Мінкуса, «Шопеніана», «Попелюшка», «Ромео і Джульетта» С. Прокоф'єва, «Спартак» А. Хачатуряна, «Легенда про любов» А. Мелікова, «Чиполліно» К. Хачатуряна, «Білосніжка та семеро гномів» Б. Павловського. Диригент-постановник балетів «Русалонька» О. Костіна (1993), «Коппелія» Л. Деліба (1997), «Віденський вальс» на музику Й. Штрауса (2001), «Корсар» А. Адана (2002). Одночасно від 1995 — гол. диригент Київ. акад. музичн т-ру для дітей та юнацтва. Диригент-постановник «Реквієму» В. А. Моцарта, ІХ Симфонії Л. Бетховена, «Stabat Mater» Дж. Россіні (усі — 1998), балетів «Петрик і Вовк» на музику С. Прокоф'єва (1999), «Баядерка» Л. Мінкуса. «Жізель» А. Адана (2000), «Лебедине озеро» П. Чайковського (2001), «Ромео і Джульетта» С. Прокоф'єва (2002), опери «Ріґолетто» Дж. Верді (1999), літ.-музичн композиції «Лісова пісня» на музику М. Скорцльського (2001), сцен, кантати «Карміна Бурана» К. Орфа (2002). Автор музичної композиції нової версії балету «Лілея» К. Данькевича (2003, балетм.-пост. Г. Ковтун) та музичн редакції композиції балету «Весілля Фігаро» на музику В. А. Моцарта (2006, пост. В. Яременко).
Від 1990 — диригент концертів Київського хореографічного училища. Поставив ряд балетних вистав на сценах т-ру «Міжнародний балет Очі» (м. Нагоя, Японія) та Словенської національної опери (м. Марібор, Словенія). Гастролював у Німеччині, Франції, Іспанії, Словенії, Хорватії, Португалії, Південній Кореї, Японії, Південній Америці.

### Родина
- Батько — артист балету, педагог Федір Баклан (1930—1983).
- Мати — артистка балету, педагог Варвара Потапова (1932—2018).
  - Тітка — артистка балету, балетмейстерка Олена Потапова (нар. 1930).
- Дружина — артистка балету, балетмейстерка Ірина Задаянна (1962—2005)[1].